# 鉄輪 (能)
「鉄輪（鐵輪）」（かなわ）は、能の演目の一つ。太鼓物。分類は鬼女物。平家物語『剣巻』を元にした作品。中入前では丑の刻参りの女の海と変化を描き、後では女が鬼となって男に激しい恨みを吐きかける場面を描く。浮気からの嫉妬心の怖さが生々しく表現されている能である。丑の刻参りのイメージの原型となった作品とも言われてる。

## 登場人物
- 前シテ - 女(実は鬼女)
- 後シテ - 鬼女
- ワキ - 安倍晴明
- ワキツレ - 男(恨みを持たれた)
- 間狂言 - 貴船神社の社人

## あらすじ
とある夜、貴船神社の社人(間狂言)に夢の告げがあった。それは丑の刻にやってきてお参りする都女に信託を伝えるというものであった。丑の刻、女が現れた。女は自分を捨てて浮気(不倫)した旦那に罰を受けさせるために、遠いところから幾晩も参っていたのだ。社人は女に「三つの脚に火をともした五徳(鉄輪)を頭にのせ、赤い顔料を顔に塗り、怒心を持つなら、望み通りに鬼となるだろう」と告げた。それは人違いだと女は言うが、、女と話すうちに女の容姿が変わり、社人は怖くなって逃げた。女は髪が逆立ち、雷が鳴った。雷の中、女は恨みを晴らしてやると述べて去って行った。
(中入)
女の夫であった男が毎晩の悪夢に悩まされ、当時有名な陰陽師、安倍晴明を尋ねたところ、新しい夫婦の命は今夜で終わると見たてた。そこで清明は男の家に祈祷棚を設けて、夫婦の身代わりを載せて、祈祷を始める。そこに火をともした五徳(鉄輪)を戴いた鬼女が現れ、夫婦の身代わりに襲い掛かるが、祈られ、時機を待つと言って消えた。

## 装束・面・作り物

### 装束
前シテ
- 鬘、鬘帯、唐織壺折　着付＝摺箔、腰巻、縫箔、腰帯　所持品＝扇　戴＝笠

後シテ
- 鬘、鬘帯、平元結　着付＝摺箔、腰帯　所持品＝扇、打杖　戴＝鉄輪(五徳)

ワキ
- 風折烏帽子、縷狩衣　着付＝厚板、白大口、腰帯　所持品＝扇、幣(後)

ワキツレ
- 素袍上下、着付＝無地熨斗目　所持品＝小刀、扇

間狂言
- 洞烏帽子または梨打烏帽子、縷水衣、括袴、脚絆

### 面
前シテ
- 泥眼、曲見、鉄輪女など、恨みを持った女。

後シテ
- 橋姫若しくは生成(指示あり)。まだ鬼ではないが鬼になりかかっているということを表現する。

### 作り物
一畳台、その上に祈祷棚。その上に侍烏帽子、鬘(この二つが新しい夫婦の身代わりとなる)、幣を置く。